# 1980년 태풍
1980년에는 4월 5일에 제1호 태풍 카르멘이 발생한 것을 시작으로, 연말까지 총 24개의 태풍이 발생하였다. 평균적으로 1년 동안 태풍 발생 개수가 26.7개인 것과 비교하면 낮은 수치이다. 그리고 1999년까지는 미국 합동태풍경보센터에서 이름을 지었기 때문에, SSHS로 열대저기압인 것은 이름을 붙이지 않았다.

## 통계
이 문서에서는 1980년에 발생한 태풍들의 활동에 대해 기록하였다.
1980년에는 4월 5일에 제1호 태풍 카르멘이 발생한 것을 시작으로, 연말까지 총 24개의 태풍이 발생하였다. 평균적으로 1년 동안 태풍 발생 개수가 26.7개인 것과 비교하면 낮은 수치이다.

### 월별 태풍 발생 개수
1980년 기록과 30년 평균 기록의 비교
| -                              | 1월       | 2월       | 3월       | 4월       | 5월       | 6월       | 7월       | 8월        | 9월        | 10월       | 11월       | 12월       |
| ------------------------------ | --------- | --------- | --------- | --------- | --------- | --------- | --------- | ---------- | ---------- | ---------- | ---------- | ---------- |
| 1980년 (누적)                  | 0 (0)     | 0 (0)     | 0 (0)     | 1 (1)     | 4 (5)     | 1 (6)     | 4 (10)    | 2 (12)     | 6 (18)     | 4 (22)     | 1 (23)     | 1 (24)     |
| 30년 평균 1971년~2000년 (누적) | 0.5 (0.5) | 0.1 (0.6) | 0.4 (1.0) | 0.8 (1.8) | 1.0 (2.8) | 1.7 (4.5) | 4.0 (8.5) | 5.5 (14.0) | 5.0 (19.0) | 3.9 (22.9) | 2.5 (25.4) | 1.3 (26.7) |